# هوراسيو راميريز (لاعب كرة قاعدة)
هوراسيو راميريز (بالإنجليزية: Horacio Ramírez)‏ هو لاعب كرة قاعدة أمريكي، ولد في 24 نوفمبر 1979 في كارسون في الولايات المتحدة.

## وصلات خارجية
- هوراسيو راميريز على موقع دوري كرة القاعدة الرئيسي (الإنجليزية)
- هوراسيو راميريز على موقع دوري كوريا الجنوبية لكرة القاعدة (الإنجليزية)
- هوراسيو راميريز على موقعبيزبول رفرنس.كوم (الدوري الرئيسي) (الإنجليزية)
- هوراسيو راميريز على موقعبيزبول رفرنس.كوم (الدوري الثانوي) (الإنجليزية)
- هوراسيو راميريز على موقع إي إس بي إن.كوم (أم.أل.بي) (الإنجليزية)
- هوراسيو راميريز على موقع مشجعي الرسوم البيانية (الإنجليزية)